# 崇皇街道
崇皇街道，是中华人民共和国陕西省西安市高陵区下辖的一个街道办事处。
2012年，陕西省民政厅批复同意撤销崇皇乡建制，设立崇皇街道办事处。

## 行政区划
崇皇街道下辖以下地区：
桑家村、绳刘村、高墙村、坡吉村、军庄村、井王村和船张村。